# Недељко Богдановић
Недељко Богдановић (Бучум, код Сврљига, 1938 - Ниш, 28. мај 2025) био је српски лингвиста, књижевник и професор универзитета у пензији.

## Биографија
Основну школу завршио у Бучуму, нижу гимназију у Сврљигу, средњу економску и Вишу педагошку у Нишу (1966) и дипломирао на Филолошком факултету у Београду (1968). Магистрирао је (1976) и докторирао (1985) на Филолошком Факултету у Београду из области дијалектологије. Службовао је у Сврљигу, Белом Потоку и Нишу. Радио у Издавачкој установи „Градина“, Ниш.
Универзитетска служба: Филозофски факултет у Приштини (1980 - 1988, предмет: Дијалектологија), Филозофски факултет у Нишу (1988 - 2004, предмети: Дијалектологија, Историја језика, Старословенски језик).
Био је главни и одговорни уредник научног часописа „Facta universitatis“, а сада је један од уредника Етно-културолошког зборника и члан уредништва Српског дијалектолошког зборника. Члан је више одбора САНУ: Одбора за речник савременог српског књижевног и народног језика, Одбора за дијалектологију и ономастику и Међуакадемијског одбора за дијалектолошке атласе.

## Дела

### Лингвистичке студије
- Говори Бучума и Белог Потока, 1979.
- Говор Алексиначког Поморавља, 1987, 2020;
- О говору и именима, 1990.
- Изоглосе југоисточне Србије, 1992;
- Језик и говор, 1992;
- Инвентар морфолошке проблематике призренско-тимочких говора, 2000;
- Етно-културолошке теме, 2002;
- Топонимија Сврљига, 2006,
- Змијски речник (сепарат) 2007;
- Земљописна и њој сродна лексика југоисточне Србије (сепарат) 2008;
- О лесковачком говору, 2009;
- Именослови срспких писаца (са Аном Савић-Грујић), 2009;
- Реч и песма ("Утва златокрила“ Бранка Миљковића), 2011;
- Поетски речник Гордане Тодоровић, 2011;
- Лексички слојеви – прилози фреквенцијском речнику српског језика (прир. са Аном Савић Грујић) 2012;
- Подмиџорски јеловник, монографија, 2015;
- Језик и говор Старопланинаца, 2015;
- Антропографски речник југоисточне Србије (сепарат), 2016;

### Књиге народних опсцених умотворина
- И ја теби, 1998, 1998, 2000, 2003, 2006;
- Будалина играчка, 1999, 2003;
- Веселице, 2013;

### Књиге прозе
- Деца у рату, 1975;
- Бучумика у звону, 2005;
- Бучумике, 2007;
- Ајд лако, ајд лагано, 2007;
- Свирач на месечини, 2009;

### Поезија
- Дневни ред, 1978;
- Врла страна, 1978, 2008;
- Бдења и буђења, избор из поезије чланова редакције часописа Бдење (коауторство С. Богдановић, З. Вучић, Р. Вучковић, Р. Д. Арсић, З. Коцић и О. Ристић), 2010;
- Мелеми горког сна (са Милорадом Стојковићем, песме и коментари), 2011;
- Изнудице, 2012;
- Олатар у планини, 2016;

### Књиге у коауторству
- Призренско-тимочки говори (Досадашња истраживања – П. Ивић, и: Библиографија, са: В. Вукадиновићем и Ј. Марковић), 1996;
- Практикум из дијалектологије (са Ј. Марковић), 2000;
- Жупски виноградарски речник (са Д. Вељковић), 2001;
- Распутице језика око нас (са Д. Вељковић и И. Цветковић), 2004;
- Десет година истраживања Сврљига (са А. Савић-Грујић), 2008;
- Наиса љубави моје, антологија песама о Нишу, (са М. Стојковићем), 2016;
- Бучум (са Д. Стојиљковићем, М. Милутиновићем, В. Николићем и Ж. Богдановићем), 2017;
- Алексиначки језички поучник ( са Александром Л. Раичевић и Мајом Р. Цветићанин), 2019;
- Речник Алексиначког Поморавља (са Мајом Р. Цветићанин), 2022;

### Приредио
- Зора говора (зборник) 1980;
- У светлу царских градова (зборник), 1994;
- Свадбене песме сврљишког краја, 1995;
- Опсцена лексика (зборник), 1998;
- Бела лоза, 2000;
- Језичка култура јавног живота (ред.), 2007;
- Шта очекујем од проучавања језика писаца (прир. са М. Илић) 2009;
- Именослови српских писаца (прир. са А. С. Грујић), 2009;
- Игра и реч (прир. са Н. Живановићем) 2009;
- Квантитативни односи у прозном тексту (прир. са Ј. Стошић), 2009;
- Љубиша Митровић: „Жар птица из предела сна“ (избор поезије, предговор и поговор), 2011;
- Док су солунци још говорили (из заоставштине Владете Р. Кошутића), 2011;
- Учитељ Таса: Пресад мудрости (превод, предговор, коментари, прир.), 2014;
- Село невесело, студије о селу (прир.) 2014;
- Пастирски именослов (прир.) 2015;

### Интервјуи
- У служби језика (интервјуи са академицима Слободаном Реметићем и Сретом Танасићем), 2018;
- Димитрије Миленковић – живот и стваралаштво (интервју), 2018.

### Радови објављени у часописима и зборницима
1. Између слике и прилике (анализа стилских поступака за сликање телесне лепоте у народним песмама), Градина бр. 2, Ниш 1971, стр. 21-29.
2. Микротопоними Тресибабе, Развитак, бр. 5; Зајечар 1972, стр. 82-86.
3. Хлеб и с хлебом (прилог речнику народних говора), Градина, бр. 5, Ниш 1972, стр. 82-87.
4. Говор села Трговишта код Сокобање, Развитак бр. 1, Зајечар 1979, стр. 93-96.
5. Прилози речнику тимочких говора, Развитак бр. 3, Зајечар 1979, стр. 74-82.
6. Географски називи у топонимији сврљишког краја, Нишки зборник, бр. 8, Ниш 1979, стр. 171-183.
7. Називи и имена брава у околини Сврљига, Ономатолошки прилози, б. 1, Београд 1979, стр. 155-165.
8. Топоними антропонимске основе у сливу горњег тока Сврљишког Тимока, Втора ономастичка конференција Југославије (зборник реферата), Скопје 1980, стр. 41-45.
9. Називи биља и животиња у топонимији сврљишког краја, Ономатолошки прилози, бр, 2, Београд 1981, стр. 159-170.
10. Географска имена у сврљишком крају, Onomastica jugoslavica, бр. 10, Загреб 1982, стр. 285-292.
11. Куд се деде сврљишка Позвижда, Нишки зборник, бр. 13, Ниш 1983, стр. 75-78.
12. Глаголски пејоративи у говору Сврљига, Лексикологија и лексикографија (зборник реферата), Нови Сад - Београд 1984, стр. 23-25.
13. Називи сврљишких села у 15. (и 16.) веку) и њихов данашњи облик, Зборник реферата Пете југословенске ономастичке конференције, АНУБИХ Сарајево 1985, стр. 117-123.
14. Називи биља у људским именима, Стогодишњица Флоре околине Ниша (зборник реферата), Ниш 1985, стр. 199-205.
15. Микротопонимија Голака, Ономатолошки прилози бр. 7, Београд 1986, стр. 483-498.
16. Судбина антропонимског фонда сврљишког краја (према дефтеру из 1478-81. године), шеста ономастичка конференција Југославије (зборник реферата), САНУ, Београд 1987, стр. 327-334.
17. Тимочки говори правци његовог даљег проучавања, Тимочка крајина у 19. веку (зборник реферата), Књажевац 1988, стр. 187-200.
18. Поздрав, благослов, клетва и псовка, живот и дело Вука Караџића (зборник реферата), АНУК Приштина 1988, стр. 69-74.
19. Негативни чиниоци језичке културе нишке средине, Језичка култура нишке средине и правци њеног даљег развоја (зборник реферата), Ниш 1990, стр. 29-33.
20. На раскршћу дијалекатске лексикографије, Зборник Филолошког факултета у Приштини, бр. 1, Приштина 1991, стр. 97-101.
21. Фитоними у детерминацији људи, Флора југоисточне Србије (зборник реферата), Лесковац 1991, стр. 249-255.
22. Пиротски ојконими; Зборник МС за филологију и лингвистику бр. 33, Нови Сад 1992, стр. 29-36.
23. Аналошке појаве у говорима нишког краја, Nissa бр. 2-3, Ниш 1992, стр. 476-482.
24. Неке језичке одлике матејевачких записа, Зборник Народног музеја Ниш, Ниш 1992, стр. 113.
25. Нека запажања о говору Великог Алаша код Липљана, Баштина, Приштина 1992, стр. 43.
26. Две дијалекатске иновације; Зборник Филолошког факултета у Приштини, Приштина 1993, 23-28.
27. Императив типа чеке, гледе (у говорима призренско-тимочке области); Зборник МС за филологију и лингвистику, бр. 37/1-2, Нови Сад 1994.
28. Лексика плођења у говорима сврљишког краја, Етно-културолошки зборник, књ. 1; Етно-културолошка радионица Сврљиг, 1995, стр. 249-254.
29. Сунце у путописима Љубомира Ненадовића, Зборник Љубомир Ненадовић и српска путописна проза; Филолошки факултет у Приштини, 1995, стр. 57-62.
30. Називи биља по боји, у. Прилози из фитолингвистике, књ. 1; Филозофски факултет у Нишу, 1996, стр. 27-32.
31. Веровања и празноверице у вези са данима у недељи; Етно-културолошки зборник, 2, Сврљиг 1996, стр. 256.
32. Означавање стилских вредности у дијалекатским речницима југоисточнње Србије, у: Зборник радова Студијске групе за српски језик и књижевност Филозофског факултета у Нишу, бр. 4-5, Ниш 1996, стр. 197-207.
33. Именослов „Зоне Замфирове“; Књижевно дело Стевана Сремца - ново читање; Зборник реферата са истоименог скупа (Лингвистичка секција), Центар за научна истраживања САНУ и Универзитета у Нишу и Филозофски факултет у Нишу, Ниш 1997, стр. 79-83.
34. Природа у сновима; Трећи симпозијум Традицијска култура источне Србије и суседних области; Сврљиг 24. 8. 1997; Етно-културолошки зорник, књ. 3, pp. 263-265.
35. Језичке појаве на додиру призренско-тимочког и косовско-ресавског дијалекта, у: О српским народним говорима (зборник реферата са научног скупа (Деспотовац 1996), Деспотовац 1997, ср. 77-83.
36. Телесна лепота у горанској народној песми; ЗбФФН, серија Српски језик и књижевност; р. 6, стр. 55-62, Ниш 1998.
37. Псовка наша насушна, у: Опсцена лексика (зборник), Ниш 1998.
38. Свет(к)о(вина) и псовка; Етнокултуролошки зборник, бр. 4, Сврљиг 1998, стр. 167-172.
39. О односу рањен - ранење у призренско-тимочким говорима; Зборник МС за филологију и лингвистику, XLII, Нови Сад 1999, стр. 433-437.
40. Говор села Словиња, Српски језик, број 4/1-2, година IV, Београд 1999, стр. 269-276.
41. Анатомска лексика у македонској географској терминологији; Јужнословенски филолог; 46/1-2, Београд 2000, стр. 125-130. Географски апелативи у топонимији Сокобањске котлине; Зборник МС за филологију и лингвистику, XLIII, Нови Сад 2000, стр. 57-63.
42. Акценат као диференцијални знак у говорима призренско-тимочке зоне; Зборник радова Учитељског факултета, бр. 7, Врање 2000; стр.49-57.
43. Судбина неких (нових) вокалских група у призренско-тимочким говорима; Радови Филозофског факултета Универзитета у Бањој Луци, бр. 3, Бања Лука 2000, стр. 29-33.
44. Поздрав као почетак и крај комуникације; Етно-културолошки зборник, бр. 6; Сврљиг 2000.
45. Дунђерска лексика сеоског градитељства; реферат (на скупу Традицијска култура источне Србије), Зајечар; Гласник Етнографског института САНУ, XLIX, Београд 2000, стр. 147-153.
46. Мит и топонимија (поводом Српске митологије С. Петровића); Књижевност 1-2, Београд 2001, стр. 141-148.
47. Црнотравски демони; Етно-културолошки зборник, бр. 7, Сврљиг 2001.
48. Мајка-земља са бабиним ликом; Бдење (часопис), бр. 1, Сврљиг, 2002; 95-100.
49. Митологија и географска лексика; у: Веселин Илић или истина о неподобном појединцу (зборник), Ниш 2002, стр. 51-54.
50. Предлошко-падежне синтагме у топонимији сврљишког краја; ЗбФЛЛ XЛВ/1-2, Нови Сад 2002, стр. 285-290.
51. Повлен, Маљен и њихова сабраћа; ЗбФЛЛ XLV/1-2, Нови Сад 2002, стр. 321-322
52. Позвижда под Ветрилима; Бдење, 2, Сврљиг 2003, 153-156.
53. Досадашња проучавања народних говора југоисточне Србије; Годишњак за српски језик и књижевност, Филозофски факултет у Нишу, Ниш 2003, стр. 95-104.
54. Митски и демонски свет у језику, епској и лирској поезији; Етно-културолошки зборник, бр. 8, Сврљиг 2003, стр. 55-58.
55. Дијалекат и школа; Српски језик бр. VIII/1-2, Београд 2003, стр. 581-585.
56. Почетак и крај речи у говорима југоисточне Србије (реферат); Зборник са научног скупа „Живот и дело академика Павла Ивића“, Суботица - Нови Сад - Београд, 2004, стр. 191-197.
57. Љуто и оштро у народној фразеологији; Браничево бр. 1, Пожаревац, 2004, стр. 143-146.
58. Љуто, слано, ћисело, нагорњује – па благо; Трпеза у култури Бугара и Срба; Велико Трново 2004, стр. 93-99.
59. Суфиксална деривација фитонима и фитонимима мотивисаних речи, Прилози из фитолингвистике, IV, Филозофски факултет у Нишу, 2004, стр. 5-11.
60. Проучавање културе и језик (методолошка питања, скица); Етно-културолошки зборник, бр. 9, Сврљиг 2004, стр. 97-102.
61. Сврљиг и Сврљижани, Градина, 6/2004, стр. 131-136.
62. Топоними зоонимског порекла на тлу Сврљишке котлине; Дијалектолошка истраживања, I, Ниш, 2004, стр. 25-33.
63. Живот у митском окружењу, Зборник Филозофског факултета у Приштини
64. Комика између смеха и подсмеха; Комично у култури Срба и Бугара (зборник); Филозофски факултет Ниш, 2005, стр. 19-25.
65. Сава Пенчић као иницијатор (реферат са округлог стола,3. 12. 2004), зборник: Проф. др Сава Пенчић – живот и дело; Ниш, 2005, стр. 107-111.
66. Континуитет и дисконтинуитет културног развоја Балкана; у: Савремени Балкан у контексту геокултуре развоја културе мира и евроинтеграцијских процеса (Зборник); Ниш, 2005, стр.91-99.
67. Бели двори – поетски идеал (одломак); Култ, стр. 4-5, прилог Народним новинама, Ниш 23. 12. 2005.
68. Белопаланачки ојконими; Белопаланачки зборник, бр. 1, Бела Паланка 2005, стр. 93-99.
69. Ромска имена у Пироту и околини, у: Србистички прилози (Зборник у част проф. Славка Вукомановића), Филолошки факултет Универзитета у Београду, Београд 2005, стр. 45-49.
70. Општекарпатски дијалектолошки атлас (реч на промоцији 7, завршног тома Атласа), Зборник Матице српске за филологију и лингвистику, XLVIII/1-2, Нови Сад 2005, стр. 327-331.
71. Влахоромански елементи у говорима југоисточне Србије, научни симпозијум Румунско-српски и општебалкански културни мозаик, Темишвар 11-13- 11. 2005, У: Проблеми словенске филологије, XIV, Темишвар 2006, 19-26.
72. Језичка интерференција у могућем програму балканских студија културе; у: За студије балканских култура (зборник радова), Филозофски факултет, Ниш 2006, стр. 99-100.
73. Двообличке речи у српском језику, Научни састанак у Вукове дане, бр. 35/1, МСЦ, Београд 2006, стр. 333-338.
74. Бели двори народни поетски идеал, у: Естетска димензија куће; Центар за научна истраживања САНУ и Универзитета у Нишу, 2006, стр. 19-26.
75. Називи улица јесу имена града, у: Језичка култура јавног живота, Ниш 2007, стр. 9-18.
76. Јавни натписи, у: Језичка култура јавног живота, Ниш 2007, стр. 40-48.
77. Језик локалне самоуправе, у: Језичка културајавног живота, Ниш 2007, стр. 65-74.
78. Језик конференција за штампу, у: Језичка култура јавног живота, Ниш 2007, стр. 75-78.
79. Еротско и псовка, у: Еротско у култури Срба и Бугара, Ниш 2007, стр. 9-19.
80. Поглед искоса на културу мира, у: Геокултура развоја и култура мира на Балкану; Центар за социолошка истраживања Филозофског факултета у Нишу, Ниш 2007, стр. 126-131.
81. Српски дијалекти и књижевнојезичка норма, у: Српски језик и друштвена кретања (зборник), Филолошко-уметнички факултет, Крагујевац, 2007. стр.47-50.
82. Дијалектолошка наука и дијалекатска књижевност, у: Наше стварање, 1-4, Лесковац 2007, стр. 9-11.
83. Српска дијалекатска књижевност, у: Наше стварање, 3-4, Лесковац 2008. стр. 250-256.
84. Језички остаци - споменици људскога памћења, Лесковачки зборник XLVII, Лесковац 2007, стр. 377-382.
85. Конструкције са буде, биће, ће/че у призренско-тимочким говорима; Српски језик, 12/1-2 (Зборник у част М. Дешића), Београд 2007, стр. 109-112.
86. Крњи императив у призренско-тимочким говорима, Зборник Матице српске за филологију и лингвистику L (Зборник у част М. Пижурице), Нови Сад 2007, стр. 77-80.
87. Дијалекти у светлу друштвених промена, у: Српски језик у (кон)тексту, књ. 1, зборик радова, ФИЛУМ, Крагујевац 2008, стр. 307-311.
88. Замке у игри с народним песмама и причама, Етно-културолошки зборник, XII, Сврљиг 2008, стр. 121-125.
89. Везане лексеме у фитонимији, Јужнословенски филолог LXIV, Београд 2008. стр. 15-19.
90. Антропографска лексика у Речнику говора Загарача Драга и Жељка Ћупића, Зборник Института за српски језик САНУ, I (Посвећено Драгу Ћупићу поводом 75-годишњице живота), Београд 2008, стр. 71-77.
91. Африкатизација у призренско-тимочким говорима, у: Радови, I, Центар за научна истраживања САНУ и Универзитета у Нишу, Ниш 2009, стр. 15-20.
92. Олаф Брок и српска дијалектологија, у: Радови, I, Центар за научна истраживања САНУ и Универзитета у Нишу, Ниш 2009, стр. 15-20.
93. Имена и надимена у југоисточној Србији, у: Именослови..., 7-11.
94. Терминологија Именослова, у: Именослови..., 12-16.
95. Именослов Медовине Слободана Џунића, у: Именослови..., 105-125.
96. О неким питањима спортске терминологије, у: Игра и реч..., стр. 27-37.
97. Игра и играти, у: Игра и реч..., стр. 45-48.
98. Ратнички говор о спорту, у: Игра и реч..., стр. 95-99.
99. Наслови Утве златоусте Бранка Миљковића; Књижевни магазин, бр. 97-99, јул-септембар 2009, Београд, стр. 27-29.
100. Миљковићева Утва златокрила, у: Бдење, 21-22, Сврљиг – Књажевац 2009, 126-131.
101. Из Поетског речника Гордане Тодоровић, у: Бдење, 21-22, Сврљиг – Књажевац 2009, стр. 134-139.
102. Гајде, у: Бдење, 21-22, Сврљиг – Књажевац 2009, стр. 179-180.
103. Именослов села Бучума из средине XIX века; Бдење 23–24, Сврљиг 2010. стр. 217–221.
104. Тело и биље у језичкој полисемији, у: Тело и одело у култури Срба и Бугара; Ниш 2010, стр. 7–11.
105. Лексика одевања мотивисана називима делова тела (Са Валентином Боџоловом), у: Тело и одело у култури Срба и Бугара; Ниш 2010, стр. 13–21.
106. Шепот над езерото (песма и белешка о песми); Бдење 25, Сврљиг 2010, 21–24.
107. ,,Торлак” (о истоименом листу, поводом 20. броја); Бдење 25, Сврљиг 2010, 55–56.
108. Бдење о Бдењу (Преглед, библиографија, попис аутора); Бдење 25, Сврљиг 2010, 63–118.
109. Марина Јуришић: Говор Горње Пчиње, СДЗб LVI, Београд 2010, стр. 559–562.
110. Тело као мер(к)а, Зборник радова филозофског факултета Универзитета у Приштини, посебно издање у част проф. др М. Вукићевића, Косовска Митровица 2010, стр. 23–27.
111. Мотивациона основа творбе речи у вези са хлебом, у: Хлеб (зборник), Универзитет у #Нишу, Центар за научна истраживања САНУ и Универзитета у Нишу, Ниш 2010,
112. Истраживачки задаци косовскометохијске језичке проблематике, у: Истраживања српског језика на Косову и Метохији (зборник), Косовска Митровица 2010, ст. 10–12.
113. Културолошки значај дијалекатских речника, у: Истраживања српског језика на Косову и Метохији (зборник), Косовска Митровица 2010, ст. 13–18.
114. Називи за незване свате, у: Етно–културолошки зборник, XIV, Сврљиг 2010.
115. Спортска игра у ратничком дискурсу, у: Игра (Традиционална естетска култура), Центар за научнма истраживања САНУ и Универзитета у Нишу, Ниш 2011, стр. 161–164.
116. Дијалекат и књижевност, у: Етно–културолошки зборник, XV, Сврљиг 2011, стр. 65–77.
117. Невеста – нова и / или непозната, у: Етно–културолошки зборник, XV, Сврљиг 2011, стр.
118. Енциклопедија Ниша, Том Култура, ред. М. Стојановић, Центар за научна истраживања САНУ и Универзитета у Нишу, Ниш 2011. Чланци: Георгијевић Светозар, Говори Ниша и околних села, Надимци Нишлија, Првуловић Борислав, Топонимија Ниша, Турцизми у говору Ниша.
119. Нишки лексикон, ур. М. Стефановић, ЈП Службени гласник Београд – Град Ниш. Чланци: Говори Ниша, Топонимија Ниша, Турцизми у говору Ниша.
120. Тематски и(ли) терминолошки дијалекатски речник; у: Годишњак за српски језик и књижевност, Филозофски факултет у Нишу, бр. 11, Ниш 2011, стр. 15–25.
121. Именовање људи по пореклу или месту живљења у прошлости Пирота, у: Име у култури Срба и Бугара (Зборник радова) Филозофски факултет, Ниш 2011, стр.45–52.
122. Идеал телесне лепоте у Соломуновој Пјесми над пјесмама, у: Антрополошки и теоантрополошки поглед на физичке активности од Константина Великог до данас (Зборник радова), Факултет спорта и физичког васпитања Ниш, 2012, стр. 9–14.
123. Имена и презимена мотивисана називима за делове људског тела, у: Антрополошки и теоантрополошки поглед на физичке активности од Константина Великог до данас (Зборник радова), Факултет спорта и физичког васпитања Ниш, 2012, стр. 170–173.
124. Три приче (Шумске очи, Мотка и грана, О грани и олуји), Савременик, бр. 199, Београд 2012, стр. 57–64.
125. Игла у језику и народној култури (Са Аном Савић Грујић); Етно–културолошки зборник XVI, Етно–културолошка радионица Сврљиг, 2012, стр. 77–82.
126. Нос у народном језику, фразеологији и култури (Са Тањом Милосављевић); Етно–културолошки зборник XVI, Етно–културолошка радионица Сврљиг, 2012, стр. 83–89.
127. Један (не)могућ дијалекатски речник; Етно–културолошки зборник XVI, Етно–културолошка радионица Сврљиг, 2012, стр. 93–101.
128. Борисав Јовановић: Стари занати Пирота и околине (приказ);  Етно–културолошки зборник XVI, Етно–културолошка радионица Сврљиг, 2012, стр. 133–135.
129. Фреквенција именица у причи ,,Динчина кућа” Радосава Стојановића, у: Лексички слојеви;  Центар за научно–истражувачки рад САНУ и Универзитета у Нишу (серија Писци и језик, књ. 7), Ниш 2012, стр. 101–109.
130. Лексички фонд Миљковићеве ,,Утве златокриле”, У: Центар за научноистражувачки рад САНУ и Универзитета у Нишу (серија Писци и језик, књ. 7), Ниш 2012, стр. 111–123.
131. Труба (прича), Бдење, 34, Сврљиг–Књажевац 2012, стр. 25–28.
132. Веродостојност дијалекатског речника, у: Наше стварање, 1-2, Лесковац 2012, стр. 129-132.
133. Портрет (прича), у: Наше стварање, 3–4, Лесковац 2012, стр. 211-214.
134. Топонимија – језик, историја и предање (осврт на књигу Радојке Цицмил Реметић Топонимија Пивске планне); Зборник Матице српске за књижевност, 1, Нови  Сад 2012, стр. 247–250.
135. Бучумике (Тишина и тајина, Славуји, Роди годино, Неслава прослова), у: Наше стварање, 3–4, Лесковац 2012, стр. 214-217.
136. Сокобањски именослов, Зборник (Народног музеја Ниш), 21, Ниш 2012, стр. 137-144.
137. Апостола Павла посланица О љубави; Бдење 35, Књажевац – Сврљиг 2013, стр. 25–28.
138. Микротопоними Белог Потока, Белопоточки зборник 1, Завичајни музеј Књажавац, Књажевац 2013, стр. 54–60.
139. Називи белопоточких фамилија, Белопоточки зборник 1, Завичајни музеј Књажавац, Књажевац 2013, стр. 51–53.
140. Свадбене песме из Белог Потока (белешка), Белопоточки зборник 1, Завичајни музеј Књажавац, Књажевац 2013, стр. 98–99.
141. Идеал телесне лепоте у Соломуновој Пјесми над пјесмама, Бдење 36, Сврљиг 2013, стр. 10–14.
142. Видоје Цветановић: Речник заплањског говора (рецензија), У Видоје Цветановић: Речник заплањског говора, Гаџин Хан 2013, стр. 9-10.
143. Завичајни идиом као конструктивни фактор у ономастици; у: Етно-културолошки зборник, XVII, Сврљиг 2013, стр. 153-157.
144. Две књиге ,,из Торлачију“, у: Етно-културолошки зборник, XVII, Сврљиг 2013, стр. 170-171.
145. Милан Милосављевић: Привреда општине Књажевац 20. века, у: Етно-културолошки зборник, XVII, Сврљиг 2013, стр. 171-172.
146. Из прошлости Белог Потока, у: Зборник Народног музеја у Нишу, бр. 22, Ниш 2013, стр. 91–102.
147. Отворена питања израде дијалекатских речника; у: Путеви и домети дијалекатске лексикографија (Зборник), Филозофски факултет у Нишу, Ниш 2013, стр. 25–29.
148. Лексика у Белићевим Дијалектима источне и јужне Србије, у: Годишњак за српски језик, год. XXVI, број 13 (број посвећен акад. Слободану Реметићу), Ниш 2013, стр. 95–105.
149. Хлеб наш насушни, Даница за 2014, Вукова задужбина, Београд. Ситни алати, помагала и опрема (о речима за урутке); у: Бдење, 39, Сврљиг 2014, стр. 165–167.
150. Један (не)могућ дијалекатски речник; у: Етно-културолошки зборник, XVIII, Сврљиг 2014, стр. 117–123.
151. Пограничје у социолошком кључу (осврт на књиге из пројекта Одрживост и идентитет Срба и националних мањина у пограничним областима источне и југоисточне Србије), у: Етно-културолошки зборник, XVIII, Сврљиг 2014, стр. 134–138.
152. Предговор: Узорник из пограничја, у: Узорник у пограничју источне и југоисточне Србије, Прометеј, Нови Сад и Универзитет у Нишу – Mашински факултет, Ниш 2014.
153. Бели Поток у најстаријим пописима; Белопоточки зборник II, Бели Поток 2014, стр. 11–16.
154. Белопоточке кућне задруге; Белопоточки зборник II, Бели Поток 2014, стр. 40–47.
155. Знања и умења Белопоточана; Белопоточки зборник II, Бели Поток 2014, стр. 58–65.
156. Бели Поток у сећању учитељице Бубе (интервју са Љубицом Тошев); Белопоточки зборник II, Бели Поток 2014, стр. 69–71.
157. Може ли замрело село да оживи; у: Село невесело,  стр. 11–12.
158. Село невесело; у: Село невесело,  стр. 13–20.
159. Поговор; у: Село невесело,  стр. 117–129.
160. Казивања солунаца као људска истина о великом рату, Исток, бр. 2, Књажевац 2014, стр. 179–183. (одломак реферата за научни скуп, Врање
161. Читање историје из језика (осврт на књ. Романизација и романско становништво тимочке зоне од I do XVI века Славољуба Гацовића) Исток, бр. 2, Књажевац 2014, стр. 161–164.
162. Сретен Петровић (Интервју), у: Исток, бр. 2, Књажевац 2014, стр. 105–127.
163. Нови речник старога говора (Са Слободаном Реметићем), Рецензија на Речник тимочког говора Љубише Рајковића Kожељца, Неготин 2014, стр. 651–653.
164. Драгољуб Златковић: Речник пиротског говора, I-II (Из рецензије), Други том, стр. 573, Београд 2014.
165. Шта се јавља – шта ли се обнавља (теоријске и методолошке недоумице о ревитализацији релихије), у: Етно-културолошки зборник, књ. XIX, Сврљиг 2015, стр. 63–89.
166. Призренско-тимочки дијалекатски речници (осврт), у: Етно-културолошки зборник, књ. XIX, Сврљиг 2015, стр. 139-140.
167. Јаребица и соко – или еротска симболика између табуа и уметничког израза; Ерос (зборник реферата са научног скупа Традиционална и естетска култура), Центар за научноистраживачки рад САНУ и Универзитета у Нишу, Ниш 2015, стр. 167-175.
168. Дијалекатски речници у светлу Вуковог Српског рјечника, у: Вук Стефановић Караџић (1787-1864-2014), зборник реферата са научног скупа; САНУ, Научни скупови Књ. CLVI, Одељење језика и књижевности, књ. 27, Београд 2015,стр. 209–218.
169. Лексема реч у поетици Бранка Миљковића, у: Бранко Миљковић – ново читање (Зборник радова са научног скупа), Филозофски факултет у Нишу, Ниш 2015, стр. 297–302.
170. Говори призренско-тимочке области у Српском дијалектолошком зборнику; у: Трибина Библиотеке САНУ, Година IV, broj 4, Београд 2016, стр. 251–253.
171. Ми(т) о Сизифу; Српска вила, часопис за књижевност, науку и културу; бр. 43, мај 2016; Бијељина, стр. 87-90.
172. Живопис: Димитрије Миленковић (Разговор са Д. Миленковићем), у: Исток, бр. 7-8-9, Књажевац 2016, стр.  43–67.
173. Неке лексичке појединости путописне прозе Глигорија Божовића, у: Поетика Глигорија Божовића; Косовска Митровица – Ниш – Зубин Поток 2016, стр. 353-363.
174. Роми у сврљишком крају средином   XIX века, у: Етно-културолошки зборник, књ.  XX, Сврљиг 2016, стр. 15–23.
175. Даљи путеви лексикографске обраде призренско-тимочких говора, у: Етно-културолошки зборник, књ.  XX, Сврљиг 2016, стр. 135–147.
176. Драгољуб Златковић: Речник пиротског говора, I-II (приказ), у: Етно-културолошки зборник, књ.  XX, Сврљиг 2016, стр. 154–157.
177. Мирослав Б. Ђурђановић: Грејачки микрорегион (приказ), у: Етно-културолошки зборник, књ.  XX, Сврљиг 2016, стр. 159–160.
178. Именослови српских писаца са Косова и Метохије (рецензија), у: Голуб Јашовић, Емилија Реџић, Милена Реџић: Именослови српских писаца са Косова и Метофије, Филозофски факултет Универзитета у Приштини, Косовска Митровица 2016, стр. 286–293.
179. Кафански именослов (Са Драгољубом Ђорђевићем), у: Култура, 151, Београд 2016, стр. 136-157.
180. Баница, у: Белопаланачки зборник, 10–11, Бела Паланка 2016, стр. 215–226.
181. Из сточарске терминологије Белог Потока, у: Белопоточки зборник III-IV, Бели Поток – Књажевац 2016, стр. 64–69.
182. Можда нисте знали колико Белих Потока има, у: Белопоточки зборникк  III-IV, Бели Поток – Књажевац 2016, стр. 72–74.
183. Из наше историје, у: Белопоточки зборникк  III–IV, Бели Поток – Књажевац 2016, стр. 96–101.
184. Стари записи старијих песама, у: Белопоточки зборникк  III–IV, Бели Поток – Књажевац 2016, стр. 102–105.
185. Значај лексиколошких проучавања говора југоисточне Србије; Исток, 10, Књажевац 2016, стр. 149‒153.
186. Слике говорења ,,по поимању простога народа“; Годишњак за српски језик, Филозофски факултет Ниш, год. XXVIII, бр. 15, Ниш 2017, стр. 49-53;
187. Опсцено и вулгарно као насушно у говору и језику; у: Опсцена лексика у српском језику (Зборник радова са истоименог научног скупа), Прир. Јордана Марковић, Филозофски факултет у  Нишу, Ниш 2017, стр. 9-14.
188. Опсцено и вулгарно као детерминација, у: Опсцена лексика у српском језику (Зборник радова са истоименог научног скупа), Прир. Јордана Марковић, Филозофски факултет у  Нишу, Ниш 2017, стр. 15-20.
189. Сврљиг 1863. Попис среза сврљишког 1863. Прир. и написи: Напомене приређивача (стр. XII-XIII), Напомене о препису пописа ( XVII-XX), Сврљиг у попису 1859 (XXI-XXII),
190. Етно-културолошка радионица Сврљиг и Центар за туризам, културу и спорт, Сврљиг 2017, стр. XXVIII+462.
191. Текстови зреле есеистике (о књизи Ранка Павловића: У дубинама језика; Исток, 14-15, Књажевац 2017, стр. 132‒134.
192. Мирјана Илић: Боје у оку, свести и језику (приказ); Исток, 14-15, Књажевац 2017, стр. 165-167.
193. Лепе чињенице сврљишке прошлости; Бдење 53-54; Сврљиг 2017, стр. 239‒241.
194. Диференцијалност дијалекатских речника, у: Милорад Ћорац педагог и научни радник (Зборник радова), Универзитет у Приштини, Филозофски факултет, Косовска Митровица, 2018, 38-47.
195. Те, овамте, елате ( са Мирјаном Илић), у:  Милорад Ћорац педагог и научни радник (Зборник радова), Универзитет у Приштини, Филозофски факултет, Косовска Митровица, 2018, 47-55.
196. Две приче (Портрет, Одлучујући рез), Исток, бр. 18, Књажевац 2018, стр. 42-48 (Пооводом 60 година књижевног рада).
197. У служби српског језика (Интервју са акад. Слободаном Реметићем и проф. др Сретом Танасићем, прир., опрема, библиографске белешке), Исток ‒ посебна издања, Књажевац 2018.
198. Ратови и радови; у: Зборник радова посвећен проф. др Милану Драгичевићу, Бања Лука 2018, стр. 22‒25.
199. Српска дијалекатска лексикографија, у: Вуковим трагом на Косову и Метохији, Косовска Митровица: Филозофски факултет Универзитета у Приштини : Градска библиотека ,,Вук Караџић“, 2019, 5‒16
200. Матејевац, Поглед са Чегра, 9‒14; Матејевац (Горњи и Доњи) у Попису Нишког кадилука из 1498, у: Поглед са Чегра, 15‒29; Језик и имена у Матејевачким записима, у: Поглед са чегра, 30‒46; Каменица крајем XV века, у: Поглед са Чегра, 92‒95; Каменица у Речнику Властимира Јовановића, у: Поглед са Чегра, 102 Исток, бр. 23, Књажевац 2019, стр. 39‒41.109; Чегар, у: Поглед са Чегра, 119‒121. Разговори и прилози : Илија Благојевић 122; Селе са Чегра 127
201. Доње Коњувце, у: Наше стварање, година LXVI, бр. 1‒2/2019, Лесковац, стр. 73‒80.
202. Пастирска лексика југоисточне Србије у Општекарпатском дијалектолошком атласу, у: Живот посвећен трагању за етничким идентитетом – Зборник посвећен проф. др Михају Миљи Радану поводом 65. рођендана; Западни универзитет у Темишвару, Темшвар 2019, 55‒63.
203. Дописница (прича), у: Наше стварање, година LXVI,  бр. 4/2019. Лесковац
204. Уз пролаз непролазног (Подовом миленијума спомена Сврљига), у: Исток, бр. 21‒22, Књажевац 2019, с. 227-228.
205. Наш Љубиша Јеремић, у:  Исток, бр. 23, Књажевац 2019, стр. 39‒41.
206. Ступни ву на ступку (приказ књиге записа народних умотворина Милета Костића), у:  Исток, бр. 23, Књажевац 2019, стр. 147‒151
207. Жена старопланинска у народу (записи народних мудрости и изрека), у: Исток, бр. 23, Књажевац 2019, стр. 189‒192.